# Monticole à croupion roux
Monticola cinclorhynchus
Espèce
Statut de conservation UICN

 LC  : Préoccupation mineure
Le Monticole à croupion roux (Monticola cinclorhynchus) est une espèce de passereaux de la famille des Muscicapidae.

## Répartition
Cet oiseau vit à travers l'Himalaya ; il hiverne dans l'est et le sud-ouest de l'Inde.

## Description
Le mâle possède un plumage d'un bleu brillant sur le dos, la tête et les ailes et d'un roux orangé au croupion. Le bout de ses ailes est blanc. La femelle est d'un brun olivâtre.